# Гражданское сельское поселение
Гражданское сельское поселение — сельское поселение в Анучинском районе Приморского края.
Административный центр — село Гражданка.

## История
Статус и границы сельского поселения установлены Законом Приморского края от 6 декабря 2004 года № 177-КЗ «Об Анучинском муниципальном районе»

## Население
| 2001  | 2010  | 2011  | 2012  | 2013  | 2014  | 2015  |
| ----- | ----- | ----- | ----- | ----- | ----- | ----- |
| 2363  | ↗2456 | ↘2448 | ↘2372 | ↗2385 | ↘2333 | ↘2314 |
| 2016  | 2017  | 2018  | 2019  |       |       |       |
| ↗2329 | ↘2313 | ↘2275 | ↘2193 |       |       |       |

## Состав сельского поселения
В состав сельского поселения входят 6 населённых пунктов:
| № | Населённый пункт | Тип населённого пункта       | Население |
| - | ---------------- | ---------------------------- | --------- |
| 1 | Гражданка        | село, административный центр | ↘1023     |
| 2 | ЛЗП-3            | посёлок                      | ↘25       |
| 3 | Лугохутор        | село                         | ↘64       |
| 4 | Новопокровка     | село                         | ↘95       |
| 5 | Пухово           | село                         | ↘783      |
| 6 | Рисовое          | село                         | ↘466      |

## Местное самоуправление
Администрация
Адрес: 692322, с. Гражданка, ул. Юбилейная, 13-а. Телефон: 8 (42362) 94-5-42
Глава администрации
- Фесенко Николай Владимирович